# Kałuże
Kałuże – wieś w Polsce położona w województwie łódzkim, w powiecie wieluńskim, w gminie Pątnów.
Przed II wojną światową nosiła nazwę Polaki.
Przez niezabudowaną część miejscowości przebiega ruchliwa droga krajowa nr 43 Częstochowa – Wieluń. W latach 1975–1998 miejscowość położona była w województwie sieradzkim.
W lesie w pobliżu wsi znajduje się „Dolina objawienia”, w której od 1856 co roku 3 maja są odprawiane msze święte. Jest tam także źródełko wody, która jest tak czysta, że można ją pić bez przegotowania. Wodzie tej przypisuje się właściwości lecznicze.